# Österreichische Badmintonmeisterschaft 1961
Die Österreichische Badmintonmeisterschaft 1961 fand in Linz statt. Es war die vierte Auflage der Badmintonmeisterschaften von Österreich.

## Titelträger
| Disziplin    | Sieger                          |
| ------------ | ------------------------------- |
| Herreneinzel | Fritz Plockinger                |
| Dameneinzel  | Hilde Taupe                     |
| Herrendoppel | Bernd Frohnwieser Heinz Ottmann |
| Damendoppel  | Hilde Taupe Anni Taupe          |
| Mixed        | Hermann Fröhlich Lore Voit      |